# نيلسون ك. هوبكينز
نيلسون ك. هوبكينز (بالإنجليزية: Nelson K. Hopkins)‏ هو محامي وسياسي أمريكي، ولد في 2 مارس 1816 في ويليامسفيل في الولايات المتحدة، وتوفي في 2 مارس 1904. حزبياً، نشط في الحزب الجمهوري.